# Campeonato Mundial de Balonmano Masculino de 2007
El XX Campeonato Mundial de Balonmano Masculino se celebró en Alemania entre el 20 de enero y el 4 de febrero de 2007 bajo la organización de la Federación Internacional de Balonmano (IHF) y la Federación Alemana de Balonmano.
Un total de 24 países compitieron por el título de campeón mundial, cuyo portador era la selección de España, ganadora del Mundial de 2005. La mascota oficial de este campeonato fue la ardilla "Hanniball". 

## Sedes
| Foto | Grupo      | Ciudad     | Instalación            | Capacidad |
| ---- | ---------- | ---------- | ---------------------- | --------- |
|      | A          | Wetzlar    | Arena Mittelhessen     | 5000      |
|      | B          | Magdeburgo | Bördelandhalle         | 7850      |
|      | C          | Berlín     | Pabellón Max Schmeling | 10 000    |
|      | D          | Bremen     | AWD-Dome               | 9200      |
|      | E          | Kiel       | Ostseehalle            | 10 200    |
|      | F          | Stuttgart  | Porsche-Arena          | 6100      |
|      | I          | Dortmund   | Westfalenhalle         | 12 000    |
|      | I          | Halle      | Estadio Gerry Weber    | 11 000    |
|      | II         | Mannheim   | SAP Arena              | 13 200    |
|      | Fase final | Colonia    | Kölnarena              | 19 000    |
|      | Fase final | Hamburgo   | Color Line Arena       | 12 500    |

## Grupos
| Grupo A     | Grupo B   | Grupo C   | Grupo D         | Grupo E   | Grupo F       |
| ----------- | --------- | --------- | --------------- | --------- | ------------- |
| Túnez       | Francia   | Alemania  | España          | Dinamarca | Croacia       |
| Eslovenia   | Islandia  | Polonia   | República Checa | Noruega   | Rusia         |
| Kuwait      | Ucrania   | Brasil    | Egipto          | Hungría   | Marruecos     |
| Groenlandia | Australia | Argentina | Catar           | Angola    | Corea del Sur |

## Primera fase
- Todos los partidos en la hora local de Alemania (UTC+1).

Los primeros dos de cada grupo alcanzan la segunda fase. Los equipos restantes juegan entre sí por los puestos 13 a 25.

### Grupo A
| Equipo      | J | G | E | P | GF  | GC  | DG  | PTS |
| ----------- | - | - | - | - | --- | --- | --- | --- |
| Eslovenia   | 3 | 3 | 0 | 0 | 102 | 71  | +31 | 6   |
| Túnez       | 3 | 2 | 0 | 1 | 97  | 77  | +20 | 4   |
| Kuwait      | 3 | 1 | 0 | 2 | 85  | 94  | -9  | 2   |
| Groenlandia | 3 | 0 | 0 | 3 | 68  | 110 | -42 | 0   |

- Resultados

| Fecha | Hora  | Partido¹    | Partido¹ | Partido¹    | Resultado |
| ----- | ----- | ----------- | -------- | ----------- | --------- |
| 20.01 | 18:00 | Eslovenia   | -        | Groenlandia | 35-21     |
| 20.01 | 20:00 | Túnez       | -        | Kuwait      | 34-23     |
| 21.01 | 16:00 | Groenlandia | -        | Túnez       | 20-36     |
| 21.01 | 18:00 | Kuwait      | -        | Eslovenia   | 23-33     |
| 22.01 | 18:00 | Kuwait      | -        | Groenlandia | 39-27     |
| 22.01 | 20:00 | Túnez       | -        | Eslovenia   | 27-34     |

- (¹) – Todos en Wetzlar.

### Grupo B
| Equipo    | J | G | E | P | GF  | GC  | DG  | PTS |
| --------- | - | - | - | - | --- | --- | --- | --- |
| Francia   | 3 | 2 | 0 | 1 | 103 | 63  | +40 | 4   |
| Islandia  | 3 | 2 | 0 | 1 | 106 | 76  | +30 | 4   |
| Ucrania   | 3 | 2 | 0 | 1 | 90  | 79  | +11 | 4   |
| Australia | 3 | 0 | 0 | 3 | 48  | 129 | -81 | 0   |

- Resultados

| Fecha | Hora  | Partido¹  | Partido¹ | Partido¹  | Resultado |
| ----- | ----- | --------- | -------- | --------- | --------- |
| 20.01 | 16:00 | Islandia  | -        | Australia | 45-20     |
| 20.01 | 18:00 | Francia   | -        | Ucrania   | 32-21     |
| 21.01 | 16:00 | Australia | -        | Francia   | 10-47     |
| 21.01 | 18:00 | Ucrania   | -        | Islandia  | 32-29     |
| 22.01 | 18:00 | Ucrania   | -        | Australia | 37-18     |
| 22.01 | 20:00 | Francia   | -        | Islandia  | 24-32     |

- (¹) – Todos en Magdburgo.

### Grupo C
| Equipo    | J | G | E | P | GF | GC | DG  | PTS |
| --------- | - | - | - | - | -- | -- | --- | --- |
| Polonia   | 3 | 3 | 0 | 0 | 87 | 63 | +24 | 6   |
| Alemania  | 3 | 2 | 0 | 1 | 84 | 69 | +15 | 4   |
| Argentina | 3 | 1 | 0 | 2 | 57 | 81 | -24 | 2   |
| Brasil    | 3 | 0 | 0 | 3 | 65 | 80 | -15 | 0   |

- Resultados

| Fecha | Hora  | Partido¹  | Partido¹ | Partido¹  | Resultado |
| ----- | ----- | --------- | -------- | --------- | --------- |
| 19.01 | 17:30 | Alemania  | -        | Brasil    | 27-22     |
| 20.01 | 19:30 | Polonia   | -        | Argentina | 29-15     |
| 21.01 | 15:30 | Brasil    | -        | Polonia   | 23-31     |
| 21.01 | 17:30 | Argentina | -        | Alemania  | 20-32     |
| 22.01 | 17:30 | Alemania  | -        | Polonia   | 25-27     |
| 22.01 | 19:30 | Brasil    | -        | Argentina | 20-22     |

- (¹) – Todos en Berlín.

### Grupo D
| Equipo          | J | G | E | P | GF  | GC  | DG  | PTS |
| --------------- | - | - | - | - | --- | --- | --- | --- |
| España          | 3 | 3 | 0 | 0 | 109 | 76  | +33 | 6   |
| República Checa | 3 | 2 | 0 | 1 | 97  | 88  | +9  | 4   |
| Egipto          | 3 | 1 | 0 | 2 | 94  | 88  | +6  | 2   |
| Catar           | 3 | 0 | 0 | 3 | 65  | 113 | -48 | 0   |

- Resultados

| Fecha | Hora  | Partido¹        | Partido¹ | Partido¹        | Resultado |
| ----- | ----- | --------------- | -------- | --------------- | --------- |
| 20.01 | 15:45 | República Checa | -        | Catar           | 37-23     |
| 20.01 | 18:00 | España          | -        | Egipto          | 33-29     |
| 21.01 | 15:45 | Catar           | -        | España          | 18-41     |
| 21.01 | 18:00 | Egipto          | -        | República Checa | 30-31     |
| 22.01 | 18:00 | Egipto          | -        | Catar           | 35-24     |
| 22.01 | 20:00 | España          | -        | República Checa | 35-29     |

- (¹) – Todos en Bremen.

### Grupo E
| Equipo    | J | G | E | P | GF | GC  | DG  | PTS |
| --------- | - | - | - | - | -- | --- | --- | --- |
| Hungría   | 3 | 3 | 0 | 0 | 89 | 82  | +7  | 6   |
| Dinamarca | 3 | 2 | 0 | 1 | 95 | 75  | +20 | 4   |
| Noruega   | 3 | 1 | 0 | 2 | 88 | 65  | +23 | 2   |
| Angola    | 3 | 0 | 0 | 3 | 64 | 114 | -50 | 0   |

- Resultados

| Fecha | Hora  | Partido¹  | Partido¹ | Partido¹  | Resultado |
| ----- | ----- | --------- | -------- | --------- | --------- |
| 20.01 | 18:15 | Noruega   | -        | Angola    | 41-13     |
| 20.01 | 20:15 | Dinamarca | -        | Hungría   | 29-30     |
| 21.01 | 18:15 | Angola    | -        | Dinamarca | 20-39     |
| 21.01 | 20:15 | Hungría   | -        | Noruega   | 25-22     |
| 22.01 | 18:15 | Hungría   | -        | Angola    | 34-31     |
| 22.01 | 20:15 | Dinamarca | -        | Noruega   | 27-25     |

- (¹) – Todos en Kiel.

### Grupo F
| Equipo        | J | G | E | P | GF  | GC  | DG  | PTS |
| ------------- | - | - | - | - | --- | --- | --- | --- |
| Croacia       | 3 | 3 | 0 | 0 | 108 | 72  | +36 | 6   |
| Rusia         | 3 | 1 | 1 | 1 | 94  | 83  | +11 | 3   |
| Corea del Sur | 3 | 1 | 1 | 1 | 87  | 92  | -5  | 3   |
| Marruecos     | 3 | 0 | 0 | 3 | 60  | 102 | -42 | 0   |

- Resultados

| Fecha | Hora  | Partido¹      | Partido¹ | Partido¹      | Resultado |
| ----- | ----- | ------------- | -------- | ------------- | --------- |
| 20.01 | 16:00 | Croacia       | -        | Marruecos     | 35-22     |
| 20.01 | 18:00 | Rusia         | -        | Corea del Sur | 32-32     |
| 21.01 | 16:00 | Marruecos     | -        | Rusia         | 19-35     |
| 21.01 | 18:00 | Corea del Sur | -        | Croacia       | 23-41     |
| 22.01 | 18:00 | Marruecos     | -        | Corea del Sur | 19-32     |
| 22.01 | 20:00 | Croacia       | -        | Rusia         | 32-27     |

- (¹) – Todos en Stuttgart.

## Segunda fase
- Todos los partidos en la hora local de Alemania (UTC+1).

### Grupo I
| Equipo    | J | G | E | P | GF  | GC  | DG  | PTS |
| --------- | - | - | - | - | --- | --- | --- | --- |
| Polonia   | 5 | 4 | 0 | 1 | 162 | 147 | +15 | 8   |
| Alemania  | 5 | 4 | 0 | 1 | 157 | 138 | +19 | 8   |
| Islandia  | 5 | 3 | 0 | 2 | 161 | 153 | +8  | 6   |
| Francia   | 5 | 3 | 0 | 2 | 142 | 128 | +14 | 6   |
| Eslovenia | 5 | 1 | 0 | 4 | 140 | 165 | -25 | 2   |
| Túnez     | 5 | 0 | 0 | 5 | 142 | 173 | -31 | 0   |

- Resultados

| Fecha | Hora  | Partido   | Partido | Partido    | Resultado |
| ----- | ----- | --------- | ------- | ---------- | --------- |
| 24.01 | 17:30 | Eslovenia | -       | Alemania²  | 29-35     |
| 24.01 | 17:30 | Túnez     | -       | Islandia¹  | 30-36     |
| 24.01 | 19:30 | Francia   | -       | Polonia¹   | 31-22     |
| 25.01 | 16:30 | Túnez     | -       | Alemania¹  | 28-35     |
| 25.01 | 18:30 | Polonia   | -       | Islandia²  | 35-33     |
| 25.01 | 20:30 | Francia   | -       | Eslovenia² | 33-19     |
| 27.01 | 16:30 | Francia   | -       | Alemania¹  | 26-29     |
| 27.01 | 18:00 | Islandia  | -       | Eslovenia² | 32-31     |
| 27.01 | 20:00 | Polonia   | -       | Túnez²     | 40-31     |
| 28.01 | 15:30 | Alemania  | -       | Islandia¹  | 33-28     |
| 28.01 | 17:30 | Eslovenia | -       | Polonia²   | 27-38     |
| 28.01 | 19:30 | Francia   | -       | Túnez²     | 28-26     |

- (¹) – En Dortmund.
- (²) – En Halle.

### Grupo II
| Equipo          | J | G | E | P | GF  | GC  | DG  | PTS |
| --------------- | - | - | - | - | --- | --- | --- | --- |
| Croacia         | 5 | 5 | 0 | 0 | 145 | 128 | +17 | 10  |
| Dinamarca       | 5 | 3 | 0 | 2 | 141 | 134 | +7  | 6   |
| España          | 5 | 3 | 0 | 2 | 152 | 145 | +7  | 6   |
| Rusia           | 5 | 2 | 0 | 3 | 136 | 142 | -6  | 4   |
| Hungría         | 5 | 2 | 0 | 3 | 132 | 138 | -6  | 4   |
| República Checa | 5 | 0 | 0 | 5 | 138 | 157 | -19 | 0   |

- Resultados

| Fecha | Hora  | Partido¹        | Partido¹ | Partido¹        | Resultado |
| ----- | ----- | --------------- | -------- | --------------- | --------- |
| 24.01 | 16:15 | República Checa | -        | Hungría         | 25-28     |
| 24.01 | 18:15 | España          | -        | Rusia           | 33-29     |
| 24.01 | 20:15 | Dinamarca       | -        | Croacia         | 26-28     |
| 25.01 | 16:15 | República Checa | -        | Rusia           | 26-30     |
| 25.01 | 18:15 | Croacia         | -        | Hungría         | 25-18     |
| 25.01 | 20:15 | Dinamarca       | -        | España          | 27-23     |
| 27.01 | 16:15 | Croacia         | -        | República Checa | 31-29     |
| 27.01 | 18:15 | Hungría         | -        | España          | 31-33     |
| 27.01 | 20:15 | Dinamarca       | -        | Rusia           | 26-24     |
| 28.01 | 16:15 | España          | -        | Croacia         | 28-29     |
| 28.01 | 18:15 | Rusia           | -        | Hungría         | 26-25     |
| 28.01 | 20:15 | Dinamarca       | -        | República Checa | 33-29     |

- (¹) – Todos en Mannheim.

## Fase final
- Todos los partidos en la hora local de Alemania (UTC+1).

|  | Cuartos de final | Cuartos de final |           |          | Semifinales  | Semifinales  |  |          | Final        | Final        |  |
|  | 30 de enero      | 30 de enero      |           |          | 1 de febrero | 1 de febrero |  |          | 4 de febrero | 4 de febrero |  |
|  |                  |                  |           |          |              |              |  |          |              |              |  |
|  |                  |                  |           |          |              |              |  |          |              |              |  |
|  | España           | 25               |           |          |              |              |  |          |              |              |  |
|  | España           | 25               |           |          |              |              |  |          |              |              |  |
|  | Alemania         | 27               |           |          |              |              |  |          |              |              |  |
|  | Alemania         | 27               |           | Alemania | 32           |              |  |          |              |              |  |
|  |                  |                  |           | Alemania | 32           |              |  |          |              |              |  |
|  |                  |                  | Francia   | 31       |              |              |  |          |              |              |  |
|  | Croacia          | 18               | Francia   | 31       |              |              |  |          |              |              |  |
|  | Croacia          | 18               |           |          |              |              |  |          |              |              |  |
|  | Francia          | 21               |           |          |              |              |  |          |              |              |  |
|  | Francia          | 21               |           |          |              |              |  | Alemania | 29           |              |  |
|  |                  |                  |           |          |              |              |  | Alemania | 29           |              |  |
|  |                  |                  | Polonia   | 24       |              |              |  |          |              |              |  |
|  | Polonia          | 28               | Polonia   | 24       |              |              |  |          |              |              |  |
|  | Polonia          | 28               |           |          |              |              |  |          |              |              |  |
|  | Rusia            | 27               |           |          |              |              |  |          |              |              |  |
|  | Rusia            | 27               |           | Polonia  | 36           |              |  |          |              |              |  |
|  |                  |                  |           | Polonia  | 36           |              |  |          |              |              |  |
|  |                  |                  | Dinamarca | 33       |              |              |  |          |              |              |  |
|  | Islandia         | 41               | Dinamarca | 33       |              |              |  |          |              |              |  |
|  | Islandia         | 41               |           |          |              |              |  |          |              |              |  |
|  | Dinamarca        | 42               |           |          |              |              |  |          |              |              |  |
|  | Dinamarca        | 42               |           |          |              |              |  |          |              |              |  |
|  |                  |                  |           |          |              |              |  |          |              |              |  |

### Cuartos de final
| Fecha | Hora  | Partido¹ | Partido¹ | Partido¹  | Resultado      |
| ----- | ----- | -------- | -------- | --------- | -------------- |
| 30.01 | 17:30 | España   | -        | Alemania  | 25-27          |
| 30.01 | 20:00 | Croacia  | -        | Francia   | 18-21          |
| 30.01 | 17:30 | Polonia  | -        | Rusia     | 28-27          |
| 30.01 | 20:00 | Islandia | -        | Dinamarca | 41-42 (34-34)² |

- (¹) – Los primeros dos en Colonia y los dos últimos en Hamburgo.
- (²) – En tiempo extra.

### Partidos de clasificación
Undécimo lugar
| Fecha | Hora  | Partido¹        | Partido¹ | Partido¹ | Resultado |
| ----- | ----- | --------------- | -------- | -------- | --------- |
| 30.01 | 15:00 | República Checa | -        | Túnez    | 21-25     |

- (¹) – En Colonia.

Noveno lugar
| Fecha | Hora  | Partido¹ | Partido¹ | Partido¹  | Resultado |
| ----- | ----- | -------- | -------- | --------- | --------- |
| 30.01 | 15:00 | Hungría  | -        | Eslovenia | 34-33     |

- (¹) – En Hamburgo.

5.º a 8.º lugar
| Fecha | Hora  | Partido¹ | Partido¹ | Partido¹ | Resultado |
| ----- | ----- | -------- | -------- | -------- | --------- |
| 01.02 | 15:00 | Croacia  | -        | España   | 35-27     |
| 01.02 | 17:30 | Islandia | -        | Rusia    | 25-28     |

- (¹) – El primero en Colonia y el segundo en Hamburgo.

Séptimo lugar
| Fecha | Hora  | Partido¹ | Partido¹ | Partido¹ | Resultado |
| ----- | ----- | -------- | -------- | -------- | --------- |
| 03.02 | 14:00 | España   | -        | Islandia | 40-36     |

- (¹) – En Colonia.

Quinto lugar
| Fecha | Hora  | Partido¹ | Partido¹ | Partido¹ | Resultado |
| ----- | ----- | -------- | -------- | -------- | --------- |
| 03.02 | 16:30 | Croacia  | -        | Rusia    | 34-25     |

- (¹) – En Colonia.

### Semifinales
| Fecha | Hora  | Partido¹ | Partido¹ | Partido¹  | Resultado      |
| ----- | ----- | -------- | -------- | --------- | -------------- |
| 01.02 | 17:30 | Alemania | -        | Francia   | 32-31 (21-21)³ |
| 01.02 | 20:00 | Polonia  | -        | Dinamarca | 36-33 (26-26)² |

- (¹) – El primero en Colonia y el segundo en Hamburgo.
- (²) – En tiempo extra.

### Tercer lugar
| Fecha | Hora  | Partido¹  | Partido¹ | Partido¹ | Resultado |
| ----- | ----- | --------- | -------- | -------- | --------- |
| 04.02 | 14:00 | Dinamarca | -        | Francia  | 34-27     |

- (¹) – En Colonia.

### Final
| Fecha | Hora  | Partido¹ | Partido¹ | Partido¹ | Resultado |
| ----- | ----- | -------- | -------- | -------- | --------- |
| 04.02 | 16:30 | Polonia  | -        | Alemania | 24-29     |

- (¹) – En Colonia.

## Medallero
| Alemania | Polonia | Dinamarca |
| Markus Baur Johannes Bitter Henning Fritz Holger Glandorf Michael Haaß Pascal Hens Torsten Jansen Lars Kaufmann Florian Kehrmann Dominik Klein Andrej Klimovets Michael Kraus Carsten Lichtlein Sebastian Preiß Oliver Roggisch Christian Schwarzer Torsten Jansen | Karol Bielecki Mateusz Jachlewski Mariusz Jurasik Bartosz Jurecki Michał Jurecki Patryk Kuchczyński Rafał Kuptel Zbigniew Kwiatkowski Krzysztof Lijewski Marcin Lijewski Artur Siódmiak Sławomir Szmal Grzegorz Tkaczyk Tomasz Tłuczyński Adam Weiner Damian Wleklak | Lasse Boesen Joachim Boldsen Lars Christiansen Peter Henriksen Kasper Hvidt Jesper Jensen Lars Jørgensen Michael Knudsen Per Leegaard Hans Lindberg Lars Møller Madsen Jesper Nøddesbo Anders Oechsler Lars Rasmussen Kasper Søndergaard Bo Spellerberg Søren Stryger |
| Heiner Brand (seleccionador) | Bogdan Wenta (seleccionador) | Ulrik Wilbek (seleccionador) |

## Estadísticas

### Clasificación general
| 1. Alemania         |
| 2. Polonia          |
| 3. Dinamarca        |
| 4. Francia          |
| 5. Croacia          |
| 6. Rusia            |
| 7. España           |
| 8. Islandia         |
| 9. Hungría          |
| 10. Eslovenia       |
| 11. Túnez           |
| 12. República Checa |
| 13. Noruega         |
| 14. Ucrania         |
| 15. Corea del Sur   |
| 16. Argentina       |
| 17. Egipto          |
| 18. Kuwait          |
| 19. Brasil          |
| 20. Marruecos       |
| 21. Angola          |
| 22. Groenlandia     |
| 23. Catar           |
| 24. Australia       |

- Los equipos del 2.° al 7.° lugar se clasificaron para el torneo preolímpico de mayo de 2008.

### Máximos goleadores
| N.º | Nombre                  | Selección       | Goles | Tiros | %      | Partidos jugados |
| --- | ----------------------- | --------------- | ----- | ----- | ------ | ---------------- |
| 1   | Guðjón Valur Sigurðsson | Islandia        | 66    | 93    | 71,0 % | 10               |
| 2   | Filip Jícha             | República Checa | 57    | 100   | 57,0 % | 8                |
| 3   | Karol Bielecki          | Polonia         | 56    | 103   | 54,4 % | 10               |
| 4   | Eduard Koksharov        | Rusia           | 55    | 77    | 71,4 % | 9                |
| 5   | Ivano Balić             | Croacia         | 53    | 82    | 64,6 % | 10               |
| 5   | Snorri Guðjónsson       | Islandia        | 53    | 89    | 59,6 % | 10               |
| 5   | Ólafur Stefánsson       | Islandia        | 53    | 92    | 57,6 % | 10               |

Fuente: 

### Mejores porteros
| N.º | Nombre             | Equipo  | Paradas | Tiros | %      | Partidos jugados |
| --- | ------------------ | ------- | ------- | ----- | ------ | ---------------- |
| 1   | Ole Erevik         | Noruega | 30      | 59    | 50,8 % | 5                |
| 2   | Lars Olav Olaussen | Noruega | 23      | 51    | 45,1 % | 2                |
| 3   | Maik dos Santos    | Brasil  | 65      | 163   | 39,9 % | 6                |
| 4   | Dragan Jerković    | Croacia | 81      | 209   | 38,8 % | 9                |
| 5   | Nenad Puljezević   | Hungría | 57      | 147   | 38,8 % | 6                |

Fuente: 

### Equipo ideal
- Mejor jugador del campeonato —MVP—: Ivano Balić ( Croacia)

| Posición          | Nombre           | País      |
| ----------------- | ---------------- | --------- |
| Portero           | Henning Fritz    | Alemania  |
| Extremo derecho   | Mariusz Jurasik  | Polonia   |
| Extremo izquierdo | Eduard Koksharov | Rusia     |
| Pivote            | Michael Knudsen  | Dinamarca |
| Central           | Michael Kraus    | Alemania  |
| Lateral derecho   | Marcin Lijewski  | Polonia   |
| Lateral izquierdo | Nikola Karabatić | Francia   |

Fuente: 